# Doto moravesa
Doto moravesa is een slakkensoort uit de familie van de Dotidae. De wetenschappelijke naam van de soort is voor het eerst geldig gepubliceerd in 1997 door Ortea.